# Costus villosissimus
Costus villosissimus là một loài thực vật có hoa trong họ Costaceae. Loài này được Jacq. mô tả khoa học đầu tiên năm 1806.